# Canisterapie

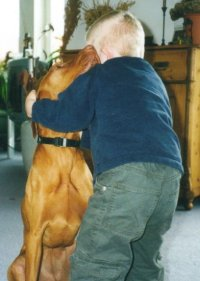
Radost z objetí

Canisterapie je název pro metodu pozitivního psychosociálního a fyziorehabilitačního působení na potřebné osoby, prostřednictvím speciálně vedeného a cvičeného psa nebo feny (canis = latinsky pes).
Kontakt se psem představuje účinné rozptýlení pro lidi trpící psychickými poruchami, depresí nebo pro ty, kteří se prostě cítí opuštěně. Například v domovech pro seniory nebo v dětských domovech, kde je pes pro děti kamarádem a tvorem, o kterého se musí starat, a tak se lépe srovnají se ztrátou rodičů.
V ústavech pro mentálně a fyzicky postižené pes tvoří součást rehabilitace, protože napomáhá procvičování některých částí těla. Velmi významnou a úspěšnou metodou je polohování.
U dětí se canisterapie nejčastěji využívá při práci v logopedii, rehabilitační praxi, u sluchově a mentálně postižených dětí. U autistů může pes dlouhodobým působením plnit roli prostředníka mezi jejich světem a okolím.
Canisterapie se také uplatňuje jako pomocná psychoterapeutická metoda při řešení různých situací v případě, že jiné metody nejsou účinné nebo použitelné. Canisterapie zná tyto formy: aktivace, terapie, edukace a krizová intervence

## Historie
Základním kamenem canisterapie bychom mohli nazývat zooterapii, neboli terapii léčení zvířaty. První náznaky zooterapie sahají do starověkého Babylonu, kde se údajně „léčivými“ psími slinami ošetřovaly rány nemocných. Ve starém Řecku se zase přikládali malí psíci na nemocná místa pacientů trpících revmatismem. První záznam použití psa jako terapeutického doplňku pochází však až z 9. století z Belgie. Roku 1792 byla v anglickém Yorkshiru založena klinika pro duševně nemocné, kde byla součástí programu péče o psy, králíky a drůbež a o necelé století později se v německém Bielefeldu podobně začali využívat koně, konkrétně pro léčbu epilepsie. V dobách 1. a 2. světové války se zvířata využívala jako terapie pro válečné veterány a postupně se usilovalo o začlenění zvířat do klinické psychologie.
Velkým průlomem byl rok 1969, kdy americký dětský psycholog Boris Levinson náhodou objevil, že zvířecí společník je velmi cenným spoluterapeutem emocionálně narušených dětí, které díky němu mohou lépe komunikovat se svým okolím. Autorkou termínu Canisterapie se stala roku 1993 doktorka Jiřina Lacinová, která následně vytvořila první metodiku léčebných kontaktů handicapovaných dětí se saňovými psy. 

## Metoda a její účinky
Canisterapie má vliv na psychologickou a sociálně-integrační stránku člověka. Vliv je tedy zásadně dvojí – psychosociální a fyziorehabilitační. Canisterapeut může psem aktivovat myšlení, paměť, komunikaci, učení se (mluvenou řeč, neverbální projevy atd.) ale i motoriku (chůzi, pohyb paží, rukou a prstů atd.). Formou terapie – po stanovení si cíle s klientem – lze úzce spolupracovat s logopedem, fyzioterapeutem, pedagogem, psychologem, ergoterapeutem, gerontologem, psychoterapeutem, zdravotním personálem atd.
Canisterapii lze úspěšně zařadit do okruhu sociální rehabilitace. Vykonavatel této činnosti však musí mít kompetence v oblasti kynologie a etologie psa i sociálních dovedností (komunikace s lidmi, empatie, zvládání krizových situací, náhled do psychologie člověka, znalost diagnóz zejména cílové skupiny, kterou psem ovlivňuje apod.).

## Polohování
Metoda polohování existuje ve fyzioterapii již od 50. let 20. století. Jde o to, že pokud se postižený klient nemůže hýbat, musíme jím pohybovat my, abychom zabránili vzniku proleženin, blokaci a procvičili svaly. Pes v polohování nahrazuje polštáře, které klienta podpírají, díky své teplotě působí na klienta velmi příjemně a díky dýchání psa se většinou zklidní i dech postiženého. Největší výsledky jsou vidět u lidí trpících svalovými křečemi (spasticita) nebo třesem.
Technika polohování v canisterapii značí zejména dvě techniky – polohování relaxační a polohování rehabilitační. V obou případech speciálně trénovaného psa na tuto techniku „přikládáme“ pokud možno k odhaleným částem klientova těla, které chceme stimulovat = prohřát, uvolnit, aktivovat, aby si je klient uvědomil. Pes má fyziologickou tělesnou teplotu oproti člověku o cca 1,5–2 stupně Celsia vyšší. Dochází k prohřátí a hlubokému prožitku čití v místech kontaktu se psem (tj. v ohybu kolenou, boky těla klienta ležícího na zádech či na břiše, záda klienta ležícího na boku, plosky nohou, šíje, tvář a temeno…). Ideální je obložit klienta více terapeutickými psy. Polohování je pro psa velmi namáhavé, nemělo by trvat déle než 15–25 minut v kuse. Běžně se výsledky polohování začínají projevovat již po 7. až 12. minutě. Úkon by měl probíhat v teplém, klientovi i psu příjemném prostředí bez rušivých vlivů (ruch – pohyb, pach, zvuky), jinak nemá účinnost. Tato technika byla poprvé zveřejněna a popsána v ČR – v Brně, českými canisterapeuty.

## Jak canisterapie léčí
- Rozvíjí hrubou a jemnou motoriku
- Vyvolává pozitivní pocity a vytváří tak serotonin, urychluje proces léčení.
- Podněcuje verbální i neverbální komunikaci
- Rozvíjí orientaci v prostoru a čase
- Pomáhá při nácviku koncentrace a paměti
- Rozvíjí sociální cítění, poznávání a složkou citovou

## Typy pacientů
Největší výsledky polohování se psy jsou vidět u tělesně postižených, kteří trpí svalovými křečemi nebo třesem.Stejného principu bylo, ale s úspěchem využita u pacientů s nemocemi způsobující svalový třes (např.Parkinsonova choroba).